# Оперативно-тактичне угруповання «Волинь»
Оперативно-тактичне угруповання «Волинь» (ОТУ «Волинь») — тимчасове об'єднання, створене у Силах оборони України.

## Історія
Оперативне угруповання військ (ОУВ) «Волинь» було розгорнуто біля кордону України станом на 24 лютого 2022 року. Станом на травень 2022 року входило до складу ОСУВ «Північ».
У 2024 році ОУВ «Волинь» було переформатовано у оперативно-тактичне угруповання (ОТУ) «Волинь».

## Командування
- 2022: генерал-лейтенант Кравченко Володимир Анатолійович[4][5]
- 2023: бригадний генерал Зубанич Василь Іванович[6]
- 2023—2024: генерал-майор Миронюк Володимир Якович[7][8]
- з 2024: генерал-майор Літвінов Сергій Петрович[3]